# Dabrupinės miškas
Dabrupinės miškas este o arie protejată (sit de importanță comunitară — SCI) din Lituania întinsă pe o suprafață de 115 ha, integral pe uscat.

## Localizare
Centrul sitului Dabrupinės miškas este situat la coordonatele 55°19′08″N 22°05′55″E / 55.3189°N 22.0986°E.

## Înființare
Situl Dabrupinės miškas a fost declarat sit de importanță comunitară în noiembrie 2006 pentru a proteja un număr necunoscut de specii din flora spontană și fauna sălbatică aflate în arealul zonei.

## Biodiversitate
Situată în ecoregiunea boreală, aria protejată conține 2 habitate naturale: Taiga vestică, Păduri caducifoliate de mlaștină fino-scandinave.
La baza desemnării sitului se află un număr nedeclarat de specii protejate.